# 65è Festival Internacional de Cinema de Canes
El 65è Festival Internacional de Cinema de Canes es va dur a terme del 16 al 27 de maig de 2012. El director de cinema italià Nanni Moretti fou el president del jurat de la competició principal i l'actor britànic Tim Roth fou el President del Jurat de la secció Un Certain Regard. L'actriu francesa Bérénice Bejo va hostatjar les cerimònies d'apertura i de clausura.
El festival va obrir amb la pel·lícula estatunidenca Moonrise Kingdom, dirigida per Wes Anderson i va tancar amb la darrera pel·lícula de Claude Miller, Thérèse Desqueyroux. L'anunci principal de la programació es va dur a terme el 19 d'abril. El cartell oficial del festival inclou Marilyn Monroe, amb motiu del 50è aniversari de la seva mort.
La Palma d'Or fou atorgada al director austríac Michael Haneke per la pel·lícula Amour. Haneke ja havia guanyat la Palma d'Or en 2009 per Das weiße Band. El jurat va donar el Gran Premi a Reality de Matteo Garrone, mentre que la pel·lícula de Ken Loach La part dels àngels fou guardonada amb el Premi del Jurat.

## Jurat

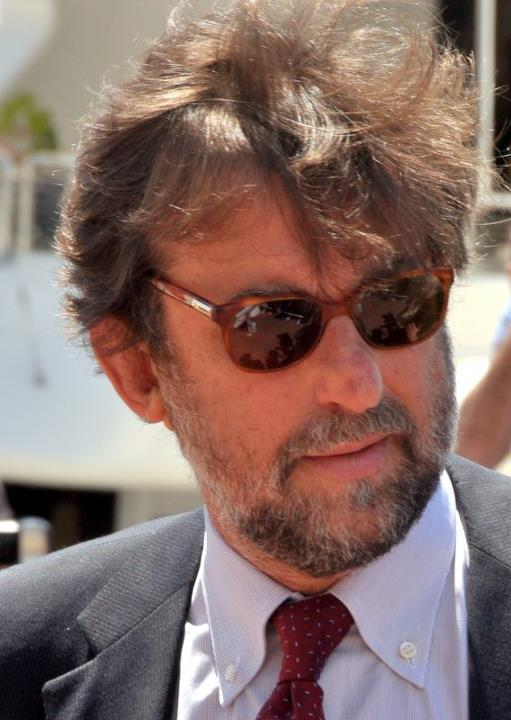
Nanni Moretti, President del jurat de la competició principal

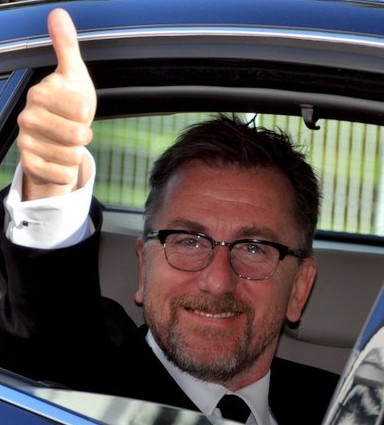
Tim Roth, President del jurat d'Un Certain Regard

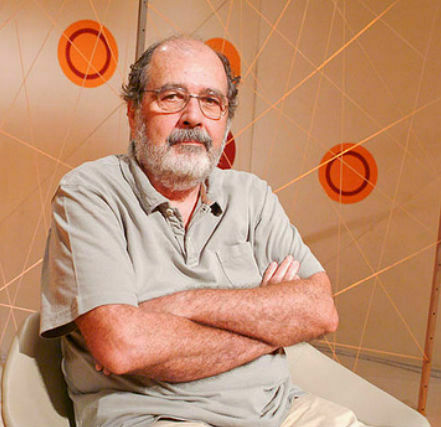
Carlos Diegues, President del jurat de la Caméra d'Or

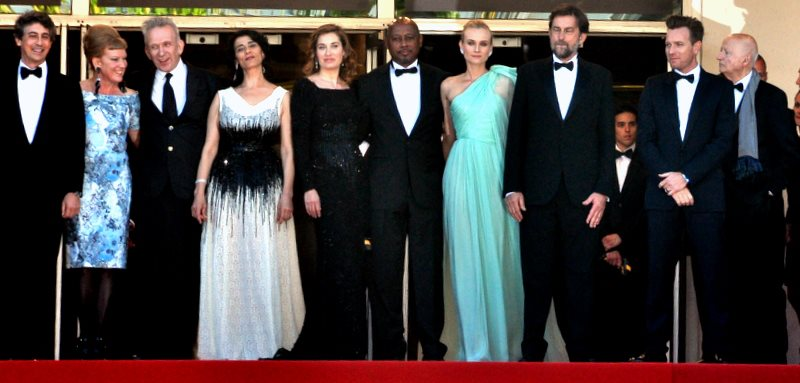
El jurat de la competició principal; d'esquerra a dreta: Alexander Payne, Andrea Arnold, Jean Paul Gaultier, Hiam Abbass, Emmanuelle Devos, Raoul Peck, Diane Kruger, Nanni Moretti, Ewan McGregor, i el president del festival Gilles Jacob

### Competició principal
Les següents persones foren nomenades per formar part del jurat de la competició principal en l'edició de 2012:
- Nanni Moretti, cineasta italià, president
- Hiam Abbass, actriu i directora palestina
- Andrea Arnold, cineasta anglès
- Emmanuelle Devos, actriu francesa
- Jean Paul Gaultier, dissenyador de moda francès
- Diane Kruger, actriu alemanya
- Ewan McGregor, actor escocès
- Alexander Payne, cineasta estatunidenc
- Raoul Peck, cineasta haitià

### Un Certain Regard
Les següents persones foren nomenades per formar part del jurat de la secció Un Certain Regard de 2012:
- Tim Roth, actor britànic (President)
- Leïla Bekhti, actriu francesa
- Tonie Marshall, actriu i cineasta francesa
- Luciano Monteagudo, crític de cinema argentí
- Sylvie Pras, responsable dels cinemes del Centre Pompidou i directora artística del festival de La Rochelle

### Cinéfondation i curtmetratges
Les següents persones foren nomenades per formar part del jurat de la secció Cinéfondation i de la competició de curtmetratges:
- Jean-Pierre Dardenne, cineasta belga (President)[9]
- Arsinée Khanjian, actriu canadenca
- Karim Aïnouz, cineasta brasiler
- Emmanuel Carrère, novel·lista i cineasta francès
- Yu Lik-wai, director i fotògraf xinès

### Càmera d'Or
Les següents persones foren nomenades per formar part del jurat de la Càmera d'Or de 2012:
- Carlos Diegues, director brasiler (President)[10]
- Gloria Satta, periodista italiana
- Rémy Chevrin, director de fotografia francès
- Hervé Icovic, director artístic francès
- Michel Andrieu, director francès
- Francis Gavelle, crític de cinema francès

### Jurats independents
El següent jurat independent va premiar les pel·lícules en el marc de la Setmana Internacional de la Crítica.
Gran Premi Nespresso
- Bertrand Bonello, director francès(President)
- Francisco Ferreira, crític portuguès
- Akiko Kobari, crític de cinema i dansa japonès
- Robert Koehler, crític estatunidenc
- Hanns-Georg Rodek, crític alemany

Premi France 4 Visionary
- Céline Sciamma, director francpes
- Victor-Emmanuel Boinem, estudiant i blogger belga
- Kim Seehe, crític sud-coreà
- Ryan Lattanzio, estudiant i crític al The Daily Californian
- Bikas Mishra, fundador i editor indi de DearCinema.com

Premi Nikon Discovery al Curtmetratge
- João Pedro Rodrigues, director portuguès (President)
- Danny Lennon, curador canadenc
- Marianne Khoury, director i productor egipci
- Kleber Mendonça Filho, director i crític brasiler
- Jakub Felcman, curador txec

## Selecció oficial
La selecció oficial es va anunciar el 19 d'abril al Grand Hôtel de París. Entre els comentaris després de l'anunci, els periodistes van assenyalar el nombre inusualment elevat de pel·lícules de Hollywood a la programació, l'absència de directores femenines a la competició principal, així com l'absència de directors novells en la competició. Thierry Frémaux, líder artístic del festival, va respondre que la gent no s'hauria de centrar només en les pel·lícules de la competició: "La selecció és un conjunt; heu de considerar tot el paquet."

### En competició – pel·lícules
Les següents pel·lícules competiren per la Palma d'Or: El guanyador de la Palma d'Or ha estat destacat
| Títol original                                     | Director(s)       | País                                              |
| -------------------------------------------------- | ----------------- | ------------------------------------------------- |
| Baad el Mawkeaa بعد الموقعة                        | Yousry Nasrallah  | Egipte, França                                    |
| La part dels àngels                                | Ken Loach         | Regne Unit, França, Bèlgica, Itàlia               |
| După dealuri                                       | Cristian Mungiu   | Romania, França, Bèlgica                          |
| Cosmopolis                                         | David Cronenberg  | França, Canadà                                    |
| Holy Motors                                        | Leos Carax        | França, Alemanya                                  |
| Jagten                                             | Thomas Vinterberg | Dinamarca, Suècia                                 |
| Da-Reun Na-Ra-e-Suh 다른 나라에서                  | Hong Sang-soo     | Corea del Sud                                     |
| V tumane В тумане                                  | Sergei Loznitsa   | Alemanya, Rússia, Letònia, Països Baixos, Belarús |
| Killing Them Softly                                | Andrew Dominik    | Estats Units                                      |
| Lawless                                            | John Hillcoat     | Estats Units                                      |
| Raiku samuwan in rabu ライク・サムワン・イン・ラブ | Abbas Kiarostami  | França, Japó                                      |
| Amour                                              | Michael Haneke    | França, Alemanya, Àustria                         |
| Moonrise Kingdom (opening film)                    | Wes Anderson      | Estats Units                                      |
| Mud                                                | Jeff Nichols      | Estats Units                                      |
| Sur la route                                       | Walter Salles     | Brasil, França, Regne Unit, Estats Units          |
| The Paperboy                                       | Lee Daniels       | Estats Units                                      |
| Paradies: Liebe                                    | Ulrich Seidl      | Àustria, Alemanya, França                         |
| Post Tenebras Lux                                  | Carlos Reygadas   | Mèxic, França, Alemanya, Països Baixos            |
| Reality                                            | Matteo Garrone    | Itàlia, França                                    |
| De rouille et d'os                                 | Jacques Audiard   | França, Bèlgica                                   |
| Donui Mat 돈의 맛                                  | Im Sang-soo       | Corea del Sud                                     |
| Vous n'avez encore rien vu                         | Alain Resnais     | França, Alemanya                                  |

(CdO) indica pel·lícula elegible a la Caméra d'Or a la pel·lícula de debut.

### Un Certain Regard
Les següents pel·lícules foren seleccionades per competir a Un Certain Regard. Els guanyadors d'Un Cretain Regard han estat destacats.
| Títol original                                                                    | Director(s)                                                                                          | País                 |
| --------------------------------------------------------------------------------- | --- | -------------------- |
| 11.25 Jiketsu no Hi: Mishima Yukio to Wakamonotachi 自決の日 三島由紀夫と若者たち | Kōji Wakamatsu                                                                                       | Japó                 |
| 7 días en La Habana                                                               | Julio Médem Laurent Cantet Juan Carlos Tabío Benicio del Toro Gaspar Noé Pablo Trapero Elia Suleiman | Espanya              |
| Después de Lucía                                                                  | Michel Franco                                                                                        | Mèxic                |
| Antiviral (CdO)                                                                   | Brandon Cronenberg                                                                                   | Canadà               |
| Beasts of the Southern Wild (CdO)                                                 | Benh Zeitlin                                                                                         | Estats Units         |
| Djeca                                                                             | Aida Begić                                                                                           | Bòsnia i Hercegovina |
| La confession d'un enfant du siècle                                               | Sylvie Verheyde                                                                                      | França               |
| Gimme the Loot (CdO)                                                              | Adam Leon                                                                                            | Estats Units         |
| Les Chevaux De Dieu                                                               | Nabil Ayouch                                                                                         | Marroc               |
| Le grand soir                                                                     | Benoît Delépine & Gustave de Kervern                                                                 | França               |
| Laurence Anyways                                                                  | Xavier Dolan                                                                                         | Canadà               |
| Aimer à perdre la raison                                                          | Joachim Lafosse                                                                                      | França, Bèlgica      |
| Miss Lovely (CdO)                                                                 | Ashim Ahluwalia                                                                                      | Índia                |
| Fúchéng mí shì 浮城谜事                                                           | Lou Ye                                                                                               | R.P. de la Xina      |
| La pirogue                                                                        | Moussa Toure                                                                                         | Senegal              |
| La playa DC (CdO)                                                                 | Juan Andrés Arango                                                                                   | Colòmbia             |
| Renoir                                                                            | Gilles Bourdos                                                                                       | França               |
| Student                                                                           | Darezhan Omirbaev                                                                                    | Kazakhstan           |
| Trois monde                                                                       | Catherine Corsini                                                                                    | França               |
| Elefante blanco                                                                   | Pablo Trapero                                                                                        | Argentina            |

(CdO) indica pel·lícula elegible a la Caméra d'Or a la pel·lícula de debut.

### Pel·lícules fora de competició
Les següents pel·lícules foren seleccionades per ser projectades fora de competició:
| Títol original                                                               | Director(s)                              | País                    |
| ---------------------------------------------------------------------------- | ---------------------------------------- | ----------------------- |
| Cruel Summer                                                                 | Kanye West                               | Estats Units/ Qatar     |
| Hemingway & Gellhorn                                                         | Philip Kaufman                           | Estats Units            |
| Madagascar 3: Europe's Most Wanted                                           | Eric Darnell, Tom McGrath, Conrad Vernon | Estats Units            |
| Io e te                                                                      | Bernardo Bertolucci                      | Itàlia                  |
| Thérèse Desqueyroux (pel·lícula de clausura)                                 | Claude Miller                            | França                  |
| Projeccions a mitjanit                                                       |                                          |                         |
| Dario Argento's Dracula                                                      | Dario Argento                            | Itàlia, França, Espanya |
| Ai to Makoto 愛と誠                                                          | Takashi Miike                            | Japó                    |
| Maniac                                                                       | Franck Khalfoun                          | Estats Units, França    |
| The Sapphires (CdO)                                                          | Wayne Blair                              | Austràlia               |
| 65è Aniversari                                                               |                                          |                         |
| Le Film anniversaire: Une journée particulière - Histoire(s) de festival N°4 | Gilles Jacob, Samuel Faure               | França                  |

(CdO) indica pel·lícula elegible a la Caméra d'Or a la pel·lícula de debut.

### Projeccions especials
Les següents pel·lícules foren mostrades com a projeccions especials.
| Títol original                | Director(s)                           | País                             |
| ----------------------------- | ------------------------------------- | -------------------------------- |
| The Central Park Five         | Ken Burns, Sarah Burns, David McMahon | Estats Units                     |
| Les Invisibles                | Sébastien Lifshitz                    | França                           |
| Journal de France             | Claudine Nougaret, Raymond Depardon   | França                           |
| Le Serment de Tobrouk         | Bernard-Henry Lévy, Marc Roussel      | França                           |
| Mekong Hotel                  | Apichatpong Weerasethakul             | Tailàndia                        |
| A Música Segundo Tom Jobim    | Nelson Pereira Dos Santos             | Brasil                           |
| Der Müll im Garten Eden       | Fatih Akın                            | Alemanya                         |
| The Resistance                | Peng Zhang Li                         | R.P. de la Xina, Estats Units    |
| Roman Polanski: A Film Memoir | Laurent Bouzereau                     | Regne Unit, Alemanya             |
| Trashed                       | Candida Brady                         | Regne Unit                       |
| Villegas (CdO)                | Gonzalo Tobal                         | Argentina, Països Baixos, França |

(CdO) indica pel·lícula elegible a la Caméra d'Or a la pel·lícula de debut.

### Cinéfondation
Les següents pel·lícules foren seleccionades per ser projectades a la competició Cinéfondation, que se centra en pel·lícules fetes per estudiants d'escoles de cinema. Es van seleccionar les següents entrades, de més de 1.700 treballs de 320 escoles diferents. El guanyador del primer premi Cinéfondation ha estat destacat.
| Títol                     | Director(s)          | Escola                             |
| ------------------------- | -------------------- | ---------------------------------- |
| Abigail                   | Matthew James Reilly | NYU, Estats Units                  |
| The Ballad of Finn + Yeti | Meryl O'Connor       | UCLA, Estats Units                 |
| Riyoushi                  | Shoichi Akino        | Tokyo University of the Arts, Japó |
| Derrière moi les oliviers | Pascale Abou Jamra   | ALBA, Líban                        |
| Tabăra din Răzoare        | Cristi Iftime        | UNATC, Romania                     |
| Pude ver un puma          | Eduardo Williams     | UCINE, Argentina                   |
| Resen                     | Eti Tsicko           | TAU, Israel                        |
| Head over Heels           | Timothy Reckart      | NFTS, Regne Unit                   |
| Los anfitriones           | Miguel Angel Moulet  | EICTV, Cuba                        |
| Terra                     | Piero Messina        | CSC, Itàlia                        |
| Matteus                   | Leni Huyghe          | Sint-Lukas Brussels, Bèlgica       |
| Les Ravissements          | Arthur Cahn          | La Fémis, França                   |
| Doroga na                 | Taisia Igumentseva   | VGIK, Rússia                       |
| Slug Invasion             | Morten Helgeland     | The Animation Workshop, Dinamarca  |
| Tambylles                 | Michal Hogenauer     | FAMU, Txèquia                      |

### Curtmetratges en competició
De les 4.500 presentacions, es van seleccionar les següents pel·lícules per al concurs de curtmetratges. El guanyador de la Palma d'Or al millor curtmetratge ha estat destacat.
| Títol original                             | Director(s)           | País         |
| ------------------------------------------ | --------------------- | ------------ |
| The Chair                                  | Grainger David        | Estats Units |
| Cockaigne                                  | Emilie Verhamme       | Bèlgica      |
| Gasp                                       | Eicke Bettinga        | Alemanya     |
| Mi Santa Mirada                            | Alvaro Aponte-Centeno | Puerto Rico  |
| Night Shift                                | Zia Mandivwalla       | Nova Zelanda |
| Chef de meute                              | Chloé Robichaud       | Canadà       |
| Sessiz-Bêdeng                              | L. Rezan Yesilbas     | Turquia      |
| Ce Chemin Devant Moi                       | Mohamed Bourokba      | França       |
| Falastein, sandouk al intezar lil burtuqal | Bassam Chekhes        | Síria        |
| Yardbird                                   | Michael Spiccia       | Austràlia    |

### Cannes Classics
Les següents pel·lícules foren projectades a la secció Cannes Classics. la "pel·lícula muntatge" hongaresa Final Cut: Hölgyeim és uraim, dirigida per György Pálfi, fou seleccionada per clausurar la secció de Cannes Classics.
Documentals sobre Cinema
| Títol original                       | Director(s)       | País                |
| ------------------------------------ | ----------------- | ------------------- |
| Claude Miller, cinéaste de l'intime  | Emmanuel Barnault | França              |
| Me and My Dad                        | Katrine Boorman   | Regne Unit, Irlanda |
| Method to the Madness of Jerry Lewis | Gregg Barson      | Estats Units        |
| Woody Allen: A Documentary           | Robert Weide      | Estats Units        |

Pel·lícules restaurades
| Títol original                               | Director(s)         | País                 |
| -------------------------------------------- | ------------------- | -------------------- |
| An All-Colored Vaudeville Show (1935) (curt) | Roy Mack            | Estats Units         |
| Narayama bushikō (1958) 楢山節考             | Keisuke Kinoshita   | Japó                 |
| Cléo de 5 à 7 (1962)                         | Agnès Varda         | França, Itàlia       |
| Final Cut: Hölgyeim és uraim (2012)          | György Pálfi        | Hongria              |
| A Great Day in Harlem (1994)                 | Jean Bach           | Estats Units         |
| Les Barbouzes (1964)                         | Georges Lautner     | França, Itàlia       |
| Jammin' the Blues (1944) (curt)              | Gjon Mili           | Estats Units         |
| Jaws (1975)                                  | Steven Spielberg    | Estats Units         |
| Viaggio in Italia (1954)                     | Roberto Rossellini  | Itàlia, França       |
| Lawrence of Arabia (1962)                    | David Lean          | Regne Unit           |
| C'era una volta in America (1984)            | Sergio Leone        | Itàlia, Estats Units |
| The Ring (1927)                              | Alfred Hitchcock    | Regne Unit           |
| Runaway Train (1985)                         | Andrei Konchalovsky | Estats Units         |
| Tess (1979)                                  | Roman Polanski      | França, Regne Unit   |
| Cabra Marcado para Morrer (1984)             | Eduardo Coutinho    | Brasil               |
| Xica da Silva (1976)                         | Carlos Diegues      | Brasil               |

 World Cinema Foundation
| Títol original          | Director(s)  | País      |
| ----------------------- | ------------ | --------- |
| Lewat Djam Malam (1954) | Usmar Ismail | Indonèsia |
| Kalpana (1954)          | Uday Shankar | Índia     |

### Cinéma de la Plage
Cinéma de la Plage és una part de la Secció Oficial del festival. Les projeccions a l'aire lliure a la platja de Canes són obertes al públic.
| Títol original                         | Director(s)       | País                                    |
| -------------------------------------- | ----------------- | --------------------------------------- |
| Casino Royale (2006)                   | Martin Campbell   | Regne Unit, Txèquia, Estats Units, a.o. |
| Diamonds Are Forever (1971)            | Guy Hamilton      | Regne Unit                              |
| Dr. No (1962)                          | Terence Young     | Regne Unit                              |
| From Russia with Love (1963)           | Terence Young     | Regne Unit                              |
| Le farceur                             | Philippe de Broca | França                                  |
| On Her Majesty's Secret Service (1969) | Peter Hunt        | Regne Unit                              |
| Project A (1982)                       | Jackie Chan       | Hong Kong                               |
| Red Tails (2012)                       | Anthony Hemingway | Estats Units                            |

## Seccions paral·leles

### Setmana Internacional dels Crítics
El 23 d'abril es va anunciar la programació de la Setmana Internacional de la Crítica al lloc web de la secció. El concurs consisteix exclusivament en debuts com a directors, cosa que va subratllar el director artístic de la secció, Charles Tesson, que no era intencional, sinó només la forma en què es va produir quan es va valorar la qualitat dels enviaments. Es van seleccionar les següents pel·lícules.
Pel·lícules – El guanyador del Grand Prix Nespresso ha estat destacat.
| Títol original               | Director(s)              | País                         |
| ---------------------------- | ------------------------ | ---------------------------- |
| Aquí y allá (CdO)            | Antonio Méndez Esparza   | Espanya, Estats Units, Mèxic |
| Au galop (CdO)               | Louis-Do de Lencquesaing | França                       |
| Hors les murs (CdO)          | David Lambert            | Bèlgica, Canadà, França      |
| Les Voisins de Dieu (CdO)    | Meni Yaesh               | Israel, França               |
| Halahal (CdO)                | Vasan Bala               | Índia                        |
| Sofia's Last Ambulance (CdO) | Ilian Metev              | Alemanya, Croàcia, Bulgària  |
| Los salvajes (CdO)           | Alejandro Fadel          | Argentina                    |

(CdO) indica pel·lícula elegible a la Caméra d'Or a la pel·lícula de debut.
Curtmetratges i migmetratges
| Títol original                   | Director(s)                         | País          |
| -------------------------------- | ----------------------------------- | ------------- |
| 순환선 / Soonhwanseon            | Shin Su-won                         | Corea del Sud |
| La Bifle                         | Jean-Baptiste Saurel                | França        |
| ' O Duplo                        | Juliana Rojas                       | Brasil        |
| Family Dinner                    | Stefan Constantinescu               | Suècia        |
| Hazara                           | Shay Levi                           | Israel        |
| Orizont                          | Paul Negoescu                       | Romania       |
| Ce n'est pas un film de cow-boys | Benjamin Parent                     | França        |
| Fleuve rouge, Song Hong          | Stéphanie Lansaque & François Leroy | França        |
| Un dimanche matin                | Damien Manivel                      | França        |
| Yeguas y cotorras                | Natalia Garagiola                   | Argentina     |

Projeccions especials
| Títol original          | Director(s)       | País                       |
| ----------------------- | ----------------- | -------------------------- |
| Augustine               | Alice Winocour    | França                     |
| Broken                  | Rufus Norris      | Regne Unit                 |
| J'enrage de son absence | Sandrine Bonnaire | França, Luxemburg, Bèlgica |

### Quinzena dels directors
La programació de la Quinzena dels Directors fou anunciada en conferència de premsa el 24 d'abril. Foren seleccionades les pel·lícules:
Pel·lícules – El guanyador del premi Art Cinema ha estat destacat.
| Títol original                      | Director(s)                                      | País                           |
| ----------------------------------- | ------------------------------------------------ | ------------------------------ |
| 3                                   | Pablo Stoll                                      | Uruguai, Alemanya, Argentina   |
| Alyah (CdO)                         | Elie Wajeman                                     | França                         |
| Camille redouble                    | Noémie Lvovsky                                   | França                         |
| Infancia clandestina                | Benjamin Ávila                                   | Argentina, Espanya, Brasil     |
| Dangerous Liaisons                  | Hur Jin-ho                                       | R.P. de la Xina, Corea del Sud |
| Sueño y silencio                    | Jaime Rosales                                    | Espanya, França                |
| Ernest et Célestine                 | Stéphane Aubier & Vincent Patar, Benjamin Renner | França, Bèlgica, Luxemburg     |
| Fogo                                | Yulene Olaizola                                  | Mèxic, Canadà                  |
| Gangs of Wasseypur                  | Anurag Kashyap                                   | Índia                          |
| Adieu Berthe, l'enterrement de mémé | Bruno Podalydès                                  | França                         |
| Rengaine (CdO)                      | Rachid Djaïdani                                  | França                         |
| Dae-gi-eui-wang 돼지의 왕(CdO)      | Yeon Sang-ho                                     | Corea del Sud                  |
| La noche de enfrente                | Raúl Ruiz                                        | França, Xile                   |
| No                                  | Pablo Larraín                                    | Xile, Estats Units             |
| Opération Libertad                  | Nicolas Wadimoff                                 | Suïssa, França                 |
| El Taaib                            | Merzak Allouache                                 | Algèria                        |
| Room 237 (CdO)                      | Rodney Ascher                                    | Estats Units                   |
| Sightseers                          | Ben Wheatley                                     | Regne Unit                     |
| La sirga (CdO)                      | William Vega                                     | Colòmbia, França, Mèxic        |
| The We and the I                    | Michel Gondry                                    | Estats Units                   |
| Yek Khanévadéh-e Mohtaram (CdO)     | Massoud Bakhshi                                  | Iran                           |

(CdO) indica pel·lícula elegible a la Caméra d'Or a la pel·lícula de debut.
Curtmetratges – El guanyador del Premier Prix Illy for Short Filmmaking ha estat destacat.
| Títol original         | Director(s)                   | País               |
| ---------------------- | ----------------------------- | ------------------ |
| The Curse              | Fyzal Boulifa                 | Regne Unit, Marroc |
| Portret Z Pamieci      | Marcin Bortkiewicz            | Polònia            |
| Porcos Raivosos        | Leonardo Sette, Isabel Penoni | Brasil             |
| Königsberg             | Philipp Mayrhofer             | França             |
| Os vivos tambem choram | Basil da Cunha                | Suïssa, Portugal   |
| Os mortos-vivos        | Anita Rocha da Silveira       | Brasil             |
| Rodri                  | Franco Lolli                  | França             |
| Tram                   | Michaela Pavlátová            | França, Txèquia    |
| Avec Jeff              | Marie-Eve Juste               | Canadà             |
| Wrong Cops             | Quentin Dupieux               | França             |

## Premis

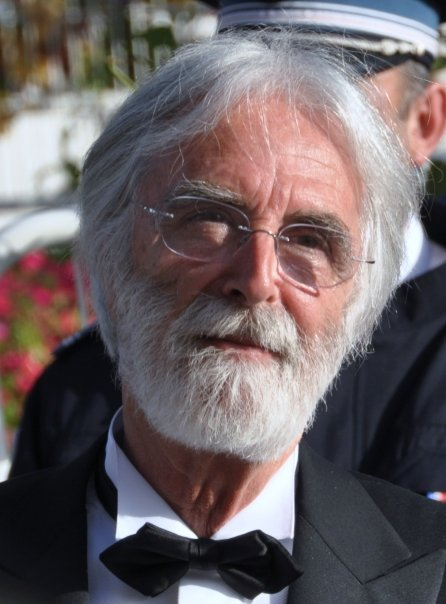
Michael Haneke, guanyador de la Palma d'Or

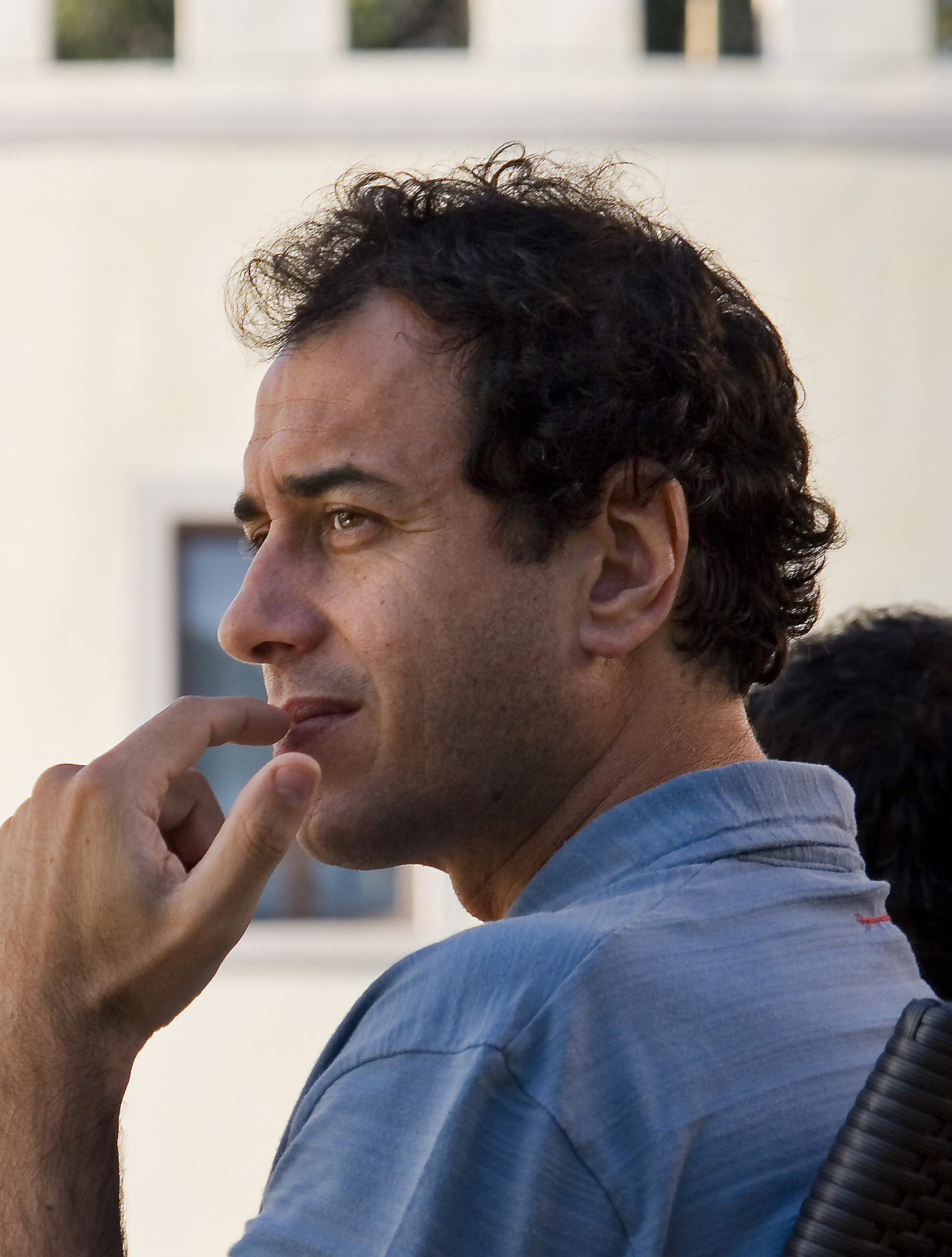
Matteo Garrone, guanyador del Grand Prix

### Premis oficials
La Palma d'Or fou atorgada a la pel·lícula francesa Amour dirigida per Michael Haneke. Haneke havia guanyat anteriorment amb Das weiße Band en 2009. Love tells the story of an elderly couple preparing for death. Durant el seu discurs d'acceptació, el director va dir: "Moltes, moltíssimes gràcies als meus actors que han fet aquesta pel·lícula. És la seva pel·lícula. Són l'essència d'aquesta pel·lícula."
Moretti va dir que cap dels guanyadors havia estat seleccionat per unanimitat i va qualificar aquest resultat com "un terreny intermedi que no hauria agradat a ningú". Va revelar que Holy Motors, Paradies: Liebe i Post Tenebras Lux van ser les pel·lícules que més van dividir el jurat.
Les següents pel·lícules i persones van rebre premis de la secció oficial de 2011:
En Competició
- Palme d'Or: Amour de Michael Haneke
- Grand Prix: Reality de Matteo Garrone
- Millor director: Carlos Reygadas per Post Tenebras Lux
- Millor guió: După dealuri de Cristian Mungiu
- Millor actriu: Cristina Flutur i Cosmina Stratan per După dealuri
- Millor actor: Mads Mikkelsen per Jagten
- Premi del Jurat: La part dels àngels de Ken Loach

Un Certain Regard
- Prix Un Certain Regard: Después de Lucía de Michel Franco
- Premi especial del jurat Un Certain Regard: Le grand soir de Benoît Delépine, i Gustave de Kervern
- Distinció especial Un Certain Regard: Djeca de Aida Begić
- Un Certain Regard Award per la millor actriu:
  - Émilie Dequenne a Loving Without Reason
  - Suzanne Clément a Laurence Anyways

Caméra d'Or
- Caméra d'Or: Beasts of the Southern Wild de Benh Zeitlin

Cinéfondation
- 1r Premi: The Road to de Taisia Igumentseva
- 2n Premi: Abigail de Matthew James Reilly
- 3r Premi: The Hosts de Miguel Angel Moulet

Curtmetratges
- Palma d'Or al millor curtmetratge: Silent de L. Rezan Yesilbas

### Premis independents
Premis FIPRESCI
- V tumane de Sergei Loznitsa (En Competició)
- Beasts of the Southern Wild de Benh Zeitlin (Un Certain Regard)
- Rengaine de Rachid Djaïdani (Quinzena dels Directors)

Premi Vulcan a l'Artista Tècnic
- Premi Vulcan: Charlotte Bruus Christensen (fotografia) per Jagten

Jurat Ecumènic
- Premi del Jurat Ecumènic: Jagten de Thomas Vinterberg
- Premi del Jurat Ecumènic, menció especial: Beasts of the Southern Wild de Benh Zeitlin

Premis en el marc de la Setmana Internacional de la Crítica
- Grand Prix Nespresso: Aquí y Allá d'Antonio Méndez Esparza
- France 4 Visionary Award: Sofia's Last Ambulance d'Ilian Metev
- Prix SACD: Les voisins de Dieu de Meni Yaesh
- ACID/CCAS Prize: Los salvajes de Alejandro Fadel

Premis en el marc de la Quinzena dels Directors
- Premi Art Cinema Award: No de Pablo Larraín
- Europa Cinemas: El Taaib de Merzak Allouache
- Prix SACD: Camille redouble de Noémie Lvovsky
- Premier Prix Illy per directors de curtmetratges: The Curse de Fyzal Boulifa
- Menció especial Prix SACD: Ernest et Célestine de Stéphane Aubier, Vincent Patar, Benjamin Renner
- Menció especial Prix Illy: The Living Also Cry de Basil da Cunha

Premi del Jurat de la Joventut
- Prix de la Jeunesse: Holy Motors de Leos Carax
- Prix Regard Jeune: Beasts of the Southern Wild de Benh Zeitlin

Association Prix François Chalais
- Prix François Chalais: Les Chevaux De Dieu de Nabil Ayouch

Jurat Palma Queer
- Premi Palma Queer: Laurence Anyways de Xavier Dolan
- Palma Queer al Curtmetratge: It's Not a Cowboy Movie de Benjamin Parent

Premi Palma Dog
- Premi Palma Dog: Smurf a Sightseers
- Gran Premi del Jurat: Billy Bob a Le grand soir